# Maison des artisans de Bamako
Pour les articles homonymes, voir Maison des artisans.
La Maison des artisans de Bamako est située dans la capitale malienne.
Anciennement Maison des artisans du Mali, cette structure, était régie par la loi du 26 juillet 1986. Elle est chargée de stimuler la création artisanale, d’assurer la formation et le perfectionnement des artisans, d’organiser les artisans pour la production et l’écoulement des produits.
En 1995, des réformes dans le secteur de l’artisanat créent des maisons des artisans dans différentes villes maliennes : Ménaka, Tombouctou, Gao et Kidal. Un projet de loi adopté en Conseil des ministres le 18 octobre 2006 transforme la Maison des artisans du Mali en Maison des artisans de Bamako.

## Sources
- Communiqué du conseil des ministres du 18 octobre 2006